# Марьянполье (Поставский район)
Марьянполье (бел. Мар'янполле) — деревня в Новосёлковском сельсовете Поставского района Витебской области Белоруссии. Население — 0 человек (2019).

## География
Деревня расположена в 16 км от города Поставы и в 6,5 км от центра сельсовета.

## История
В начале XX века — в Лучайской волости Вилейского уезда Виленской губернии.
В 1905 году- застенок, 28 жителей и 88 десятин земли.
В результате советско-польской войны 1919—1921 гг. деревня оказалась в составе Срединной Литвы.
С 1922 года — в составе Лучайской гмины Дуниловичского повета Виленского воеводства Польши (II Речь Посполитая).
В 1923 году в деревне насчитывалось 30 жителей и 5 домов.
В сентябре 1939 года деревня была присоединена к БССР силами Белорусского фронта РККА.
С 15 января 1940 года — в Лучайском сельсовете Дуниловичского района. Вилейской области БССР.
В 1947 году — 7 хозяйств.
С 20 января 1960 года — в Поствском районе.
С 17 июня 1964 года — в Юньковском сельсовете.
В 1964 году 10 дворов и 24 жителя.
С 27 сентября 1991 года — в Лукашовском сельсовете.
С 24 августа 1992 года — в Новосёлковском сельсовете.
В 2001 году — 3 двора, 3 жителя.